# هربون مقلنس
هُرْبُون مُقَلْنًس  أو دَرَقَة مُقَلْنَسَة أو قَصَّيْدَة أو هربون درقة (الاسم العلمي: Scutellaria galericulata)، هو نبات جوانب الحُفر والخنادق المائية في عِدّة مناطق أوروبية، من فصيلة الشفويات،رائحته ثوميه خقيقة، طعمه مر. تفاعله الكيميائي حامض.